# Nervous Night
Nervous Night è il secondo album in studio del gruppo musicale statunitense The Hooters, pubblicato nel 1985.

## Tracce
1. And We Danced – 3:48 (Rob Hyman, Eric Bazilian)
2. Day by Day – 3:24 (Hyman, Bazilian, Rick Chertoff)
3. All You Zombies – 5:58 (Hyman, Bazilian)
4. Don't Take My Car Out Tonight – 3:55 (Hyman, Bazilian, Chertoff)
5. Nervous Night (CD/cassetta bonus track) – 3:58 (Hyman, Bazilian, Chertoff)
6. Hanging on a Heartbeat – 4:20 (Hyman, Bazilian, Glenn Goss, Jeff Ziv)
7. Where Do the Children Go – 5:29 (Hyman, Bazilian)
8. South Ferry Road – 3:43 (Hyman, Bazilian, Chertoff)
9. She Comes in Colors – 4:12 (Arthur Lee)
10. Blood from a Stone – 4:13 (Hyman, Bazilian)

## Formazione
- Eric Bazilian – voce (1-3, 5-7, 9, 10), chitarra, basso, mandolino, sassofono
- Rob Hyman – voce (1-4, 6-8), tastiera, melodica
- Andy King – bass, voce
- John Lilley – chitarra
- David Uosikkinen – batteria
- Patty Smyth – voce (7)